# NGC 444
NGC 444 je galaksija u zviježđu Ribe.

## Vanjske poveznice
- SEDS: NGC 444